# Batman: Ziemia Jeden
Batman: Ziemia Jeden (ang. Batman: Earth One) – amerykańska dwutomowa powieść graficzna autorstwa Geoffa Johnsa (scenariusz) i Gary'ego Franka (rysunki), wydana przez DC Comics w latach 2012 (tom pierwszy) i 2015 (tom drugi). Polskie wydanie ukazało się nakładem Egmont Polska w latach 2015 (tom pierwszy) i 2016 roku (tom drugi). Jest to jedna z pozycji w ramach cyklu Earth One (Ziemia Jeden), w której historie superbohaterów ze świata DC Comics opowiedziane są w alternatywnym świecie – Ziemi Numer Jeden – niezależnie od wcześniej rozwijanych wątków.

## Fabuła
W realiach Ziemi Numer Jeden Batman nie jest doskonałym superbohaterem, lecz człowiekiem opanowanym myślą o zemście za śmierć rodziców. Nie potrafi się odnaleźć w Gotham, mieście terroryzowanym przez mafię burmistrza Oswalda Cobblepota zwanego Pingwinem. Właśnie jego młody Bruce Wayne podejrzewa o zlecenie zabójstwa swoich bliskich. Korzystając z możliwości, jakie daje mu majątek, Wayne próbuje walczyć z ulicznym złem. Stara się wymyślić dla siebie strój mogący odstraszać złoczyńców i opracowuje narzędzia przydatne w miejskiej walce. W końcu uzyskuje pomoc zdolnego inżyniera-wynalazcy Luciusa Foxa, a także zdobywa przyjaźń i szacunek Alfreda Pennywortha, byłego komandosa pracującego jako opiekun Wayne'a. Jednak nawet ich wsparcie może nie być wystarczające w starciach z miejską mafią, przekupną policją i seryjnym mordercą zwanym Urodzinowym Chłopcem. 

## Opinie
Tom pierwszy Batman: Ziemia Jeden zebrał dobre opinie recenzentów i czytelników. Serwis informacyjny IGN zaliczył tę powieść graficzną do 25 najlepszych komiksów o Batmanie. Tom drugi spotkał się z mniejszą przychylnością krytyków, którzy sugerowali, że nie wnosi on nic nowego do historii Batmana.